# Carl Haas (Archäologe)

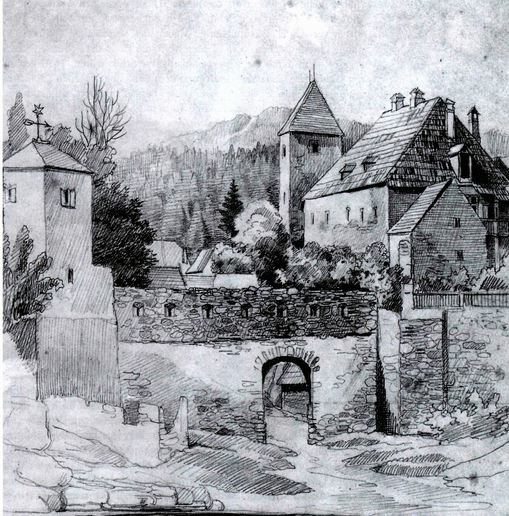
Carl Haas: Das Schiffertor in Bruck an der Mur, Bleistiftzeichnung vom August 1858

Carl Haas (* 13. Oktober 1825 in Wien; † 25. Jänner 1880 ebenda) war ein österreichischer Künstler, Denkmalpfleger, steirischer Landesarchäologe und Metallwarenfabrikant.

## Abgrenzung zu namensgleichen Personen
Das fehlende Wissen über die Existenz zweier namensgleicher Künstler sowie zufällige Parallelen in Leben und Schaffen führte bereits frühzeitig zur Verwechselung von Carl Haas mit dem Maler Karl Haas. Zudem wird zumeist nicht zwischen Carl Haas und seinem gleichnamigen, ältesten Sohn, der das Metallwarengeschäft fortführte, unterschieden.

## Leben
Carl Haas stammte aus einer bürgerlichen Wiener Buchhändlers- und Verlegerfamilie. Seine künstlerische Ausbildung erhielt er an der Akademie der Bildenden Künste in Wien und als Privatschüler Ferdinand Georg Waldmüllers. 1854 ging er mit Ferdinand Mallitsch zu Studienzwecken nach Paris. 1855 bis 1862 war Haas der erste steirische Landesarchäologe im Rahmen einer Anstellung beim Historischen Verein für Steiermark. Seine Haupttätigkeit lag in der Erfassung des mittelalterlichen Denkmalbestandes der Steiermark und in der Verbreitung historischer Kenntnisse. Neben seinen Landesbereisungen für eine kunsttopografische Landesaufnahme übernahm Carl Haas von Anfang an auch denkmalpflegerische Aufgaben und erkannte die Notwendigkeit, kunstgeschichtliche Erkenntnisse urkundlich zu fundieren und historische Bauten zu dokumentieren. Er gilt heute als früher Denkmalschützer sowie als erster, der einen kunsthistorischen Unterricht in der Steiermark abhielt. 1859 habilitierte er sich als Dozent für Architektur und Kunstgeschichte an der Lehranstalt des Joanneums in Graz.
Ab 1860 wandte er sich zuerst nebenbei, später hauptberuflich der Erzeugung von kunstgewerblichen Metallarbeiten zu. Haas war ein Pionier des technischen Verfahrens der Galvanoplastik in Österreich. 1866 verlegte er sein  Unternehmen nach Wien, wo er auch Leiter („Dirigent“) des galvanoplastischen Ateliers des Österreichischen Museums für Kunst und Industrie wurde. Er war Mitbegründer einer „Gesellschaft zur Förderung der Bronzeindustrie“ in Wien, 1873 wurde er k. k. Hof-Metallwarenfabrikant.
Sein Sohn Carl Haas (1847–1919) führte die Metallwarenfabrik weiter.

## Werk
Carl Haas’ künstlerisches Schaffen beschränkte sich auf zeichnerische Vorarbeiten zur sogenannten „Monumentalstatistik“', einem unfertig gebliebenen Übersichtswerk des mittelalterlichen Denkmalbestandes der Steiermark. Dieses Material entstand zwischen 1855 und 1862 während seiner Anstellung als steirischer Landesarchäologe. Heute befinden sich die vorwiegend in Bleistift gefertigten Zeichnungen und Skizzen von Denkmälern in einer eigenen Sammlung im Steiermärkischen Landesarchiv, der „Kunsttopografischen Sammlung“ (vormals „Nachlass Haas“). Dieser Bestand umfasst jedoch nicht ausschließlich Material des Landesarchäologen Carl Haas, sondern auch Arbeiten des Architekten Johann Gradt, des Zivilingenieurs Leopold Trauer und des Fotografen und Ingenieurassistenten Johann Lagelbauer. Letztere hatten den Versuch unternommen, die vom Landesarchäologen unvollständig hinterlassene Monumentalstatistik zu komplettieren. Er veröffentlichte einige Beiträge zu mittelalterlichen Kunst in Österreich.
In seiner Zeit als Metallwarenfabrikant schuf Carl Haas sowohl Nachbildung wie u. a. des steirischen „Landschadenbundbechers“ als auch Neuschöpfungen wie die Figuren für den Altarbaldachin der Votivkirche in Wien. Weiters erhielt er den Auftrag, den nach Plänen des Architekten Moritz Wappler entworfenen neogotischen Altaraufsatz für die Grabkapelle Erzherzog Johanns in Schenna zu fertigen.

## Schriften
- Übersichtskarte der mittelalterlichen Architektur von Steiermark. In: Mitteilungen des historischen Vereins für Steiermark H. 7, 1857, S. 205 ff.; H. 8, 1858, S. 151–160, H. 9, 1859, S. 256–175, H. 10, 1860, S. 297–309.
- Kunstdenkmale des Mittelalters in Steiermark. In: Jahrbuch der K.K. Central-Commission zur Erforschung und Erhaltung der Baudenkmale 2, 1857, S. 201–232 (Digitalisat).
- Andeutungen über Malerei und Bildhauerei des Mittelalters in Österreich. In: Jahrbuch der K.K. Central-Commission zur Erforschung und Erhaltung der Baudenkmale 2, 1857, S. 309–315.
- Der romanische Dom zu Gurk in Kärnten. In: Mittelalterliche Kunstdenkmale des österreichischen Kaiserstaates, Band 2. Stuttgart 1860, S. 144–172.